# Ztroskotanci a samozvanci
„Ztroskotanci a samozvanci“ je redakční článek, který vyšel v Rudém právu 12. ledna 1977, v němž byla československá veřejnost seznámena s existencí Charty 77. Článek byl součástí diskreditační kampaně, jejímž cílem bylo snížit důvěryhodnost Charty i jejich signatářů. Signatáři jsou v článku označováni za „sluhy a agenty imperialismu, zaprodance či sionisty“. Václav Havel je v něm označen jako „člověk z milionářské rodiny, zavilý antisocialista“, Pavel Kohout jako „věrný sluha imperialismu a jeho osvědčený agent“, Jiří Hájek za „zkrachovaného politika“ a Jan Patočka za „reakčního profesora, který se dal do služeb antikomunismu“. Dále jsou jmenováni signatáři Ludvík Vaculík, Prokop Drtina, Václav Černý, Petr Uhl, František Kriegel a Zdeněk Mlynář. Text Charty nebyl v socialistickém Československu nikdy oficiálně zveřejněn.
Článek není podepsán konkrétním jménem, ale zkratkou RP.  Podle Michaela Žantovského měl článek stejného autora či autory, jako článek „Čí je to zájem“, který vyšel v Rudém právu 7. ledna 1977. Liší se podle něj hlavně v tom, že je do něj přidána „odporná antisemitská nota“. Celý článek má asi 2 400 slov.
Jelikož se komunistickému režimu nepodařilo ani přes represe signatáře Charty přesvědčit k jejich odvolání (až na jednu výjimku, architekta Jiřího Zárubu), rozhodli se propagandistickou kampaní od podpisu odradit ostatní. Vrcholem mediální kampaně se stalo setkání umělců na půdě Národního divadla 28. ledna 1977 s podpisem tzv. Anticharty. Přítomny byly i televizní kamery, které pečlivě snímaly tváře populárních osobností. Od soboty 29. ledna až do 12. února vycházely v Rudém právu na pokračování seznamy signatářů této Anticharty. V rámci kampaně se k ní připojilo 76 národních umělců, 360 zasloužilých umělců a přes 7 000 dalších umělců.